# Miribel (Ain)
Miribel è un comune francese di 9 176 abitanti situato nel dipartimento dell'Ain della regione Alvernia-Rodano-Alpi.

## Società

### Evoluzione demografica
Abitanti censiti